# Degener Verlag
Der Degener Verlag (Eigenschreibweise DEGENER Verlag) ist ein Fachverlag für Fahrschulen, Verkehrserziehung sowie für die Aus- und Weiterbildung von Berufskraftfahrern mit Sitz in Hannover.

## Geschichte
Der Familienbetrieb wurde 1934 von Werner Degener in Hannover gegründet und trug bis Ende 2008 den Namen Degener Lehrmittel GmbH. Geschäftsführer des  Verlags sind Max-Georg Büchner und Michael Hühn.
Seit Ende 2004 unterstützt Degener Bemühungen um mehr Verkehrssicherheit in der Volksrepublik China. Joint-Venture-Partner ist ein Institut für Verkehrssicherheit, das dem chinesischen Ministerium direkt unterstellt ist. In Abstimmung mit den Behörden erarbeitet ein deutsch-chinesisches Redaktionsteam Schulungsmaterialien für Fahrlehrer und Fahrschüler, multimediale Unterrichtssoftware sowie andere Medien für die Fahrausbildung und die Förderung der Verkehrssicherheit in China. Einen Schwerpunkt bilden Fahrlehrerseminare zu den Themen Didaktik, methodische Vielfalt und multimedialer Fahrschulunterricht.

## Verlagsprogramm
Der  Verlag hat sich auf Fahrschulen, Fahrlehrerausbildungsstätten und andere Ausbildungsinstitute auf dem Gebiet der Verkehrserziehung, Erwachsenenbildung und Berufsschulen spezialisiert. Das Programm umfasst Lehrbücher, Fachbücher, Prüf- und Lernbogen, Folien, Videos, Werbemittel, Organisationsmittel für den Fahrschulbetrieb, Fahrschulmöbel, Schutzkleidung, Schautafeln, kraftfahrtechnische Modelle und elektronische Lehrmedien. Weiterhin erscheinen auch PC-Programme, Computer Komplett-Sets und Präsentationstechnologien.
Neben den Fahrschul-Lehrbüchern wie „Pkw fahren“, „Bus fahren“, „Lkw fahren“ und „Motorrad fahren“ gehören die BKF-Bibliothek (für die Aus- und Weiterbildung von Berufskraftfahrern) und die Handbücher „Fahrschulmarketing“ und „Fahrschulpädagogik“ zum festen Verlagsprogramm. Daneben gibt der Verlag Broschüren heraus, wie  die „Abfahrtkontrolle“ oder den „Ausbildungspass“ für Motorrad- bzw. Pkw-Fahrschüler.
Mit der Fahrlehrerbibliothek bietet der Verlag außerdem ein umfassendes Grundlagenwerk für die professionelle Ausbildung zum Fahrlehrer in anerkannten Fahrlehrerausbildungsstätten.